# Carmen de La Legua-Reynoso (distrito)

Carmen de la Legua-Reynoso

O distrito de Carmen de la Legua-Reynoso é um dos sete distritos que formam a Província de Callao, pertencente à Região Callao, na zona central do Peru.
Carmen de la Legua-Reynoso possui uma população de 40 439 habitantes (estimativa 2005) e uma área de 2,12 km², perfazendo uma densidade demográfica de 19 075 hab./km².

## Transporte
O distrito de Carmen de la Legua-Reynoso é servido pela rodovia seguinte, entre outras:
- PE-20B, que liga o distrito a várias partes da cidade de Callao[1][2][3]